# Amari Kelly
Amari Kelly (Long Island City, Nueva York; 24 de agosto de 1999), es un baloncestista estadounidense que pertenece a la plantilla del FC Cartagena Baloncesto de la Primera FEB. Con 2,06 metros de estatura, juega en la posición de pívot.

## Trayectoria deportiva
Nacido en Long Island City, es un pívot formado en la Meadowcreek High School de Norcross (Georgia) hasta 2018, cuando ingresó en la Universidad Duquesne, situada en Pittsburgh, Pensilvania, donde jugaría durante 2 temporadas la NCAA con los Duquesne Dukes, en concreto la 2018-19 y la 2020-21.
En 2021, ingresa en la Universidad de Carolina del Norte en Wilmington, situada en Wilmington, Carolina del Norte, donde jugaría durante dos temporadas la NCAA con los UNC Wilmington Seahawks, desde 2021 a 2023.
En 2023, ingresa en la Universidad George Mason, situada en el Condado de Fairfax, Virginia, donde jugaría la NCAA en su última temporada universitaria con los George Mason Patriots.
Tras no ser drafteado en 2024, disputa la Liga de Verano de la NBA con los New York Knicks.
El 26 de agosto de 2024, firma por el Fenerbahçe Spor Kulübü para formar parte de su segundo equipo.
El 10 de mayo de 2025, firma por el Brampton Honey Badgers de la CEBL.
El 26 de julio de 2025, firma por el FC Cartagena Baloncesto de Primera FEB.